# Ricochet (Faith No More)
Ricochet è un singolo del gruppo musicale statunitense Faith No More, il secondo estratto dall'album King for a Day... Fool for a Lifetime nel 1995.

## La canzone
La canzone è stata scritta il giorno della morte di Kurt Cobain ed è spesso indicata come "Nirvana" nelle setlist del gruppo.

## Tracce
CD PROMO (Stati Uniti)
1. Ricochet (Edit) – 3:47
2. Ricochet (Album version) – 4:28

CD singolo (Regno Unito)
1. Ricochet (Single version) – 3:59
2. Midlife Crisis (Live) – 3:26
3. Epic (Live) – 4:48
4. We Care a Lot (Live) – 4:05

CD singolo (Giappone)
1. Ricochet (Single version) – 3:59
2. I Wanna F**k Myself – 2:54
3. Spanish Eyes – 2:59
4. Midlife Crisis (Live) – 3:26

12" (Regno Unito)
- Lato A

1. Ricochet (Single version) – 3:59

- Lato B

1. I Wanna F**k Myself – 2:54
2. Spanish Eyes – 2:59

## Classifiche
| Classifica (1995)          | Posizione massima |
| -------------------------- | ----------------- |
| Regno Unito                | 27                |
| Regno Unito (rock & metal) | 1                 |